# ویرخینیا روانو پاسکوال
 ویرخینیا روانو پاسکوال (اسپانیایی: Virginia Ruano Pascual‎؛ زاده ۲۱ سپتامبر ۱۹۷۳) یک تنیس‌باز اهل اسپانیا است.